# Mia Threapleton
Mia Threapleton (Londen, 12 oktober 2000) is een Brits actrice.  Ze speelde onder andere met haar moeder Kate Winslet in de aflevering "I Am Ruth" van de televisieserie I Am... en in de dramaserie The Buccaneers.

## Vroegere leven
Threapleton werd geboren op 12 oktober 2000 in Londen als de dochter van Kate Winslet en filmregisseur Jim Threapleton. Haar ouders scheiden in 2001.

## Biografie
Threapleton verscheen op veertienjarige leeftijd als Helene in de dramafilm A Little Chaos. Ze speelde in 2020 in de Italiaanse film Shadows en in 2022 de rol van Rose in de Amerikaanse televisieserie Dangerous Liaisons.
In 2022 verscheen ze samen met haar moeder Kate Winslet in "I Am Ruth", een aflevering van de Channel 4 anthologieserie I Am.... "I Am Ruth" won een BAFTA voor Best Single Drama, en Winslet won een BAFTA voor beste actrice.

## Filmografie

### Film
| Jaar | Titel                 | Rol                           |
| ---- | --------------------- | ----------------------------- |
| 2014 | A Little Chaos        | Helene                        |
| 2020 | Shadows               | Alma                          |
| 2023 | Firebrand             | Joan                          |
| 2024 | Scoop                 | Assistent van Andrew van York |
| 2025 | The Phoenician Scheme | zuster Liesl                  |

### Televisie
| Jaar | Titel              | Rol             | Opmerkingen             |
| ---- | ------------------ | --------------- | ----------------------- |
| 2022 | Dangerous Liaisons | Rose            |                         |
| 2022 | I Am...            | Freya           | Aflevering: "I Am Ruth" |
| 2023 | The Buccaneers     | Honoria Marable | Hoofdrol                |